# Minas de Potosí

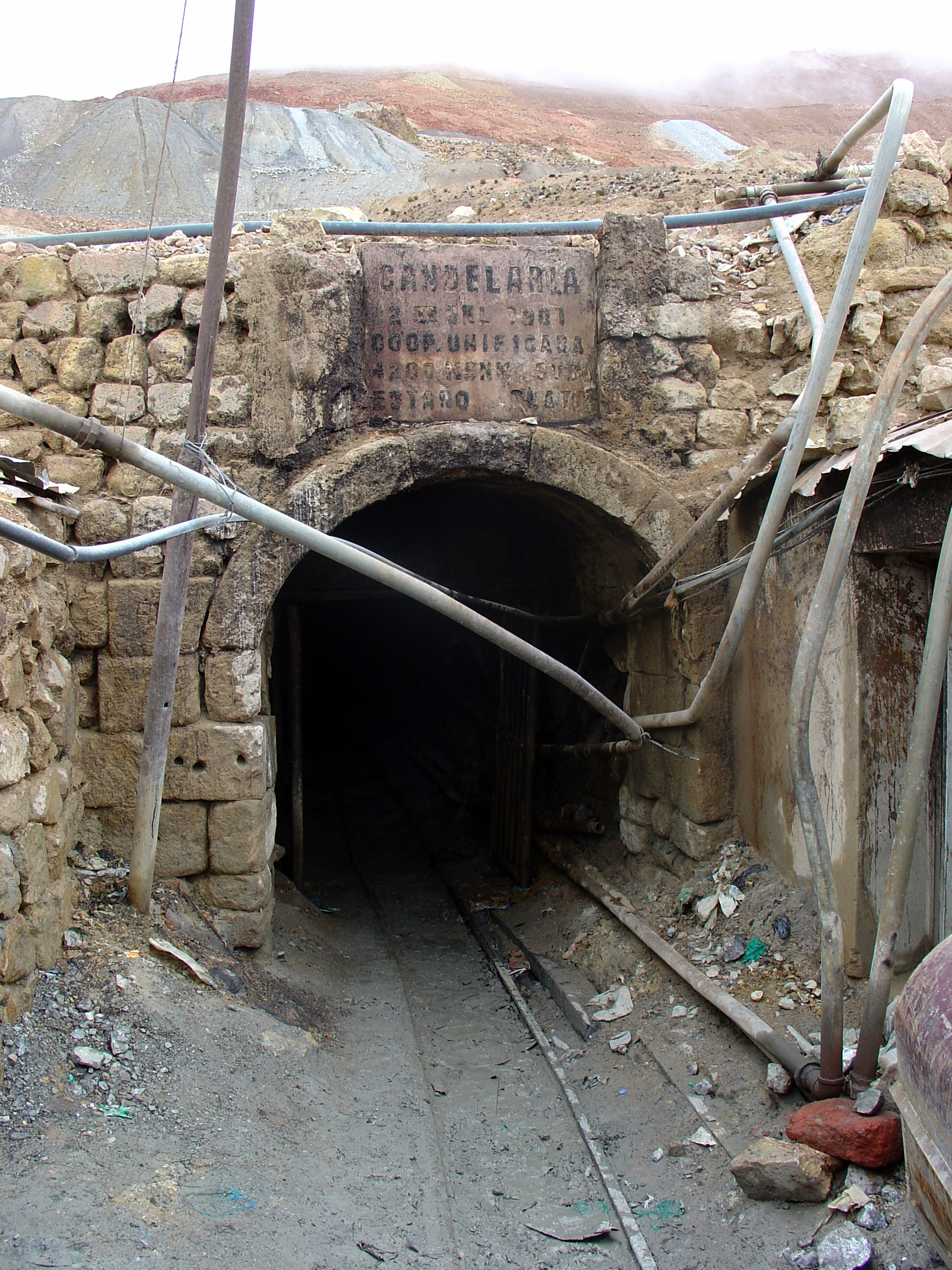
Mina en Potosí en diciembre de 2007.

Las Minas de Potosí fue un importante centro minero que se encontraba en el cerro de Potosí en jurisdicción del Alto Perú (actual Bolivia), al sur de la ciudad de Potosí. El descubrimiento de minas de plata y oro en reservas del cerro Rico fue un suceso que tuvo lugar en los años 1540 y 1570, por acción de la industrialización española en la época del Virreinato del Perú. La noticia corrió por las poblaciones y organismos hispanos, activando las economías de Europa y Oriente durante la colonización. Fue el patrón plata de la moneda de la India, la rupia; en China y Turquía servía de moneda. 

## Historia
Se dice que las vetas de plata fueron descubiertas de forma casual. Una noche del año 1545, por un pastor quechua llamado Diego Huallpa, que se perdió mientras regresaba con su rebaño de llamas. Decidió acampar al pie del cerro Rico y encendió una gran fogata para abrigarse del frío. Cuando despertó por la mañana, se encontró con que, entre las brasas humeantes de la fogata, brillaban hilillos de plata, fundidos y derretidos por el calor del fuego. El cerro, aparentemente, era tan rico en vetas de plata que la misma se encontraba a flor de tierra. El 1 de abril de 1545, un grupo de españoles encabezados por el capitán Juan de Villarroel tomaron posesión del cerro Rico, tras confirmar el hallazgo del pastor, e inmediatamente establecieron un poblado. 
Una leyenda sostiene que los incas ya conocían la existencia de plata en el cerro y querían obtener esos metales, pero cuando el emperador inca intentó comenzar la explotación del cerro, este lo expulsó mediante una estruendosa explosión (de donde deriva el nombre del lugar, "¡P'utuqsi!"), prohibiéndole el extraer la plata, que estaba reservada "para los que vinieran después". Los historiadores ven en esta variante una deliberada influencia de los españoles en la leyenda, para legitimar sus labores en el cerro.[cita requerida]
La inmensa riqueza del cerro Rico y la intensa explotación a la que lo sometieron los españoles hicieron que la ciudad creciera de manera asombrosa. La fama de su riqueza fue tan grande que Miguel de Cervantes en su obra Don Quijote de la Mancha dice: "Si yo te hubiera de pagar [...] el tesoro de Venecia, las minas del Potosí fueran poco para pagarte".

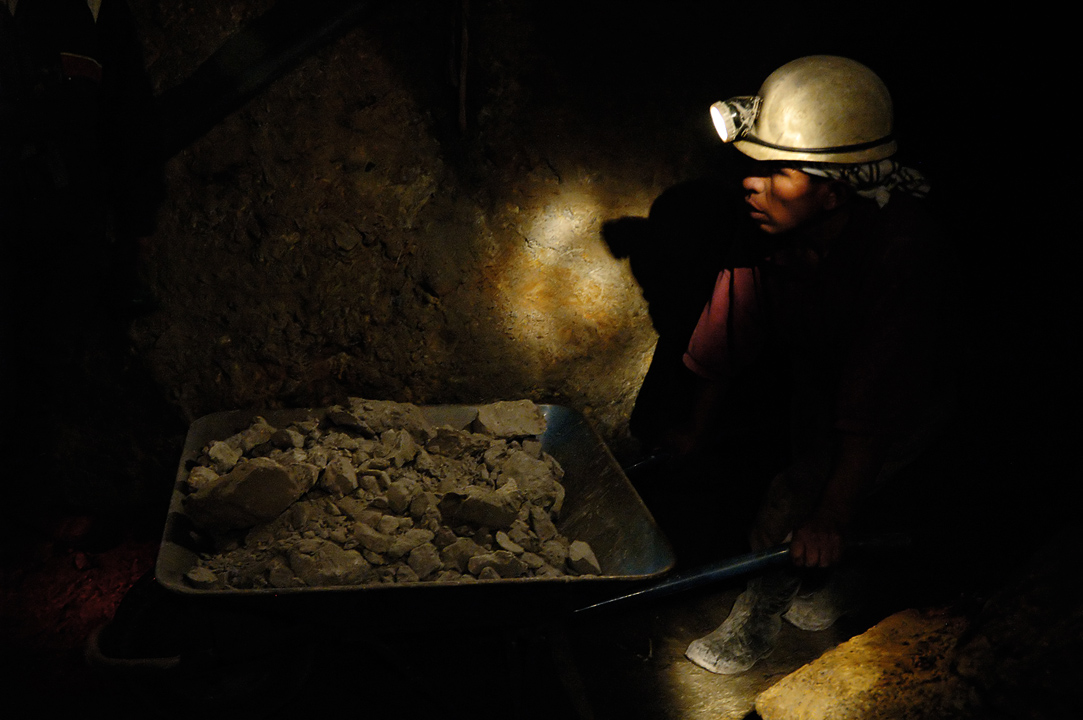
Minero en la galería de una mina en Potosí.

La población indígena, en tanto, sufría una explotación infrahumana. Decenas de miles de indígenas fueron sometidos a la mita, un sistema que ya era habitual en el incario, pero cuyo uso intensificaron los españoles, y creció aún más a instancias del virrey Francisco Álvarez de Toledo, ante la falta de mano de obra para la minería. A los mitayos (como se llamaba a los indios sometidos a la mita) se les hacía trabajar hasta 15 horas diarias, cavando túneles, extrayendo el metal manualmente o a pico, etc. Eran muy frecuentes las enfermedades, los derrumbes y otros accidentes, que ocasionaban la muerte de cientos de trabajadores. Las rebeliones eran ahogadas a sangre y fuego. Es probable que hasta 15.000 indígenas hayan muerto en la explotación de la plata, entre 1545 y 1625.
La producción de plata llegó a su punto máximo alrededor del año 1650 (100 años de producción), momento en el cual las vetas empezaron a agotarse, y Potosí entró en un camino cuesta abajo del que no pudo recuperarse jamás.

## Economía
La economía potosina tiene como producto nominal los minerales, cuya explotación, tanto en el pasado como actualmente, han sido los productos más notables y quizá conocidos. Actualmente la minería ha incrementado su valor de exportaciones netas en 4006%, pero con gran disminución en su tonelaje (el valor de las exportaciones aumentaron por el incremento del precio; mas no así por el incremento de sus cantidades).[cita requerida]

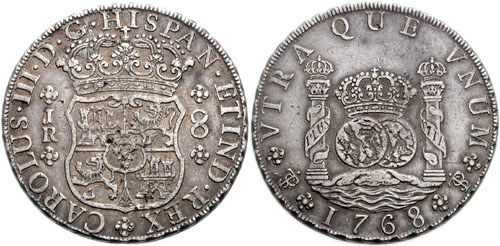
8 reales acuñados en Potosí.

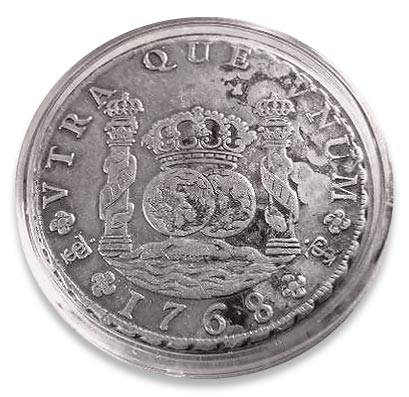
Real acuñado en Potosí.

Potosí es uno de los mayores centros explotadores de estaño y plata. Actualmente se gestan grandes proyectos de concentración de minerales de baja ley (sobre todo desechos de plata, acumulados desde épocas coloniales) y derivados, San Bartolomé, a cargo de la empresa Manquiri, y explotación de la parte sur del país, a cargo de la empresa Sinchi Wayra. Potosí es conocido por sus grandes reservas mineralógicas en explotación, El Salar de Uyuni, la mayor reserva de litio y no-metales del mundo, con pequeñas empresas de explotación manual, y centros mineros concentrados en la ciudad y en algunas provincias cercanas.
Por acción del Real de a 8, muchas de estos ejemplares se distribuyeron por todo el mundo. En Asia llegaban grandes toneladas estas monedas a cambio de objetos de lujo. A España llegó tan solo un 15% de toda la plata extraída, debido a las guerras mantenidas en Europa, la construcción de edificios suntuarios (Archivo de las Indias, Catedral de Cádiz, etc.), tributos cobrados por la Iglesia, fraudes de los azogueros y autoridades. 
Se estima que durante la colonia el centro minero aportó a la Corona Española el equivalente a 50 000 millones de dólares.

### La Casa de Moneda en Potosí
Después de la exención de la ciudad de La Plata y obtenido el título de Villa Imperial en 1561 a través de la Capitulación con el Virrey del Perú, la economía local se había acrecentado enormemente, situación que motivó al 5.º Virrey del Perú don Francisco de Toledo disponer su establecimiento para facilitar el comercio y las transacciones mineras. En 1572 fue creada en Potosí la Casa de Moneda, institución dedicada a labrar o fabricar monedas con la plata que se extraía del Cerro Rico.
Un segundo edificio fue construido en 1759 y tiene una superficie de 7.530m². En plena construcción, entre 1767-1773 acuña la moneda columnaria de plata. Una vez concluida su edificación en 1773 acuña la moneda de Busto. Por mandato del rey se ordenó acuñar monedas de oro con la efigie de Carlos V. Es llamada también El Escorial de América. Fue declarada (al igual que toda la ciudad) por la Unesco como Patrimonio de la Humanidad.